# Обикновен юнски бръмбар
Обикновеният юнски бръмбар (Amphimallon solstitiale) е вид бръмбар от семейство Листороги бръмбари (Scarabaeidae).

## Характеристики
Бръмбарът е жълтеникаво-кафяв, с размери около 20 мм. Среща се в Палеарктика.
- Чифтосване
- Мъжки бръмбар – профил